# (73333) 2002 JT109
(73333) 2002 JT109 – planetoida z pasa głównego asteroid okrążająca Słońce w ciągu 4,11 lat w średniej odległości 2,57 j.a. Odkryta 11 maja 2002 roku.